# Jin Ueda
Jin Ueda (jap. 上田 仁, Ueda Jin; * 10. Dezember 1991 in Kyōto) ist ein japanischer Tischtennisspieler.

## Werdegang
Erste internationale Auftritte hatte der Japaner bei Jugend-Weltmeisterschaften. Dabei konnte er mehrere Medaillen holen, so gewann er unter anderem zweimal Bronze mit der Mannschaft und einmal Silber im Doppel. 
Wegen guter Leistungen durfte er im Jahr 2009 sogar an der Weltmeisterschaft teilnehmen und konnte im Doppel zusammen mit Kenta Matsudaira das Achtelfinale erreichen. Auch auf der World Tour konnte er mehrere Erfolge feiern im Doppel feiern.
Bei den World Tour Grand Finals 2017 holte er mit seinem Landsmann Maharu Yoshimura Bronze im Doppel. 2018 sicherte sich Ueda mit dem Team Silber beim World Team Cup, im Finale unterlagen sie China.
In der Saison 2009/2010 spielte Jin Ueda für den TTC Hagen in der 2. Bundesliga. Aktuell (August 2023) ist er mit dem Verein TTC Wiener Neustadt in der Champions League aktiv. Sein Plan, zum deutschen Bundesligaverein TSV Bad Königshofen zu wechseln, scheiterte zunächst wegen eines Formfehlers der Königshofener Verantwortlichen. Daher wird er erst zur Rückrunde der Saison 2023/24 in Königshofen aktiv werden.

## Privat
Jin Ueda ist verheiratet und hat zwei Kinder.

## Turnierergebnisse
| Verband | Veranstaltung            | Jahr | Ort                 | Land | Einzel        | Doppel    | Mixed     | Team   |
| ------- | ------------------------ | ---- | ------------------- | ---- | ------------- | --------- | --------- | ------ |
| JPN     | Weltmeisterschaft        | 2009 | Yokohama            | JPN  |               | letzte 16 | letzte 32 |        |
| JPN     | World Team Cup           | 2018 | London              | ENG  |               |           |           | Silber |
| JPN     | World Tour Grand Finals  | 2017 | Astana              | CAZ  |               | Bronze    |           |        |
| JPN     | World Tour               | 2017 | Linz                | AUT  | letzte 64     | Gold      |           |        |
| JPN     | World Tour               | 2017 | Panagjurishte       | BUL  | letzte 64     | Gold      |           |        |
| JPN     | World Tour               | 2017 | Chengdu             | CHN  | letzte 64     | Gold      |           |        |
| JPN     | World Tour               | 2013 | Yokohama            | JPN  | letzte 64     | Gold      |           |        |
| JPN     | Jugend-Weltmeisterschaft | 2007 | Palo Alto           | ITA  | letzte 16     | Silber    | letzte 16 | Bronze |
| JPN     | Jugend-Weltmeisterschaft | 2009 | Cartagena de Indias | ESP  | Viertelfinale | Bronze    |           | Bronze |